# Dimitrije Injac
Dimitrije Injac (serbisch-kyrillisch Димитрије Ињац; * 12. August 1980 in Kikinda, SR Serbien, SFR Jugoslawien) ist ein ehemaliger serbischer Fußballspieler. Er spielte vorrangig im defensiven Mittelfeld.

## Karriere

### Verein
Injac begann seine Karriere in seiner Heimatstadt beim OFK Kikinda. Dort kam er schon im Alter von fünfzehn Jahren zum Einsatz und erzielte in seiner ersten Saison 1995/96 in neun Spielen neun Tore. Dadurch wurde der Spitzenklub und Erstligisten FK Vojvodina Novi Sad auf ihn aufmerksam, der ihn im Sommer 1996 verpflichtete. Dort kam er zunächst noch zwei Jahre in der Jugend zum Einsatz. In der Saison 1998/99 wurde er an den Zweitligisten FK Bečej verliehen, wo er dreimal zum Einsatz kam. Nach seiner Rückkehr kam er in der Saison 1999/2000 zu drei Einsätzen für Vojvodina in der ersten Liga. Im Sommer 2000 wurde er für zwei Jahre an FK Kabel Novi Sad ausgeliehen. Dort kam er zu siebenundvierzig Einsätzen und vier Toren. Nach seiner Rückkehr 2002 wurde er direkt weiter verliehen, diesmal an seinen ehemaligen Verein FK Bečej. Dort erzielte er sieben Treffer in dreißig Spielen. Nach seiner Rückkehr zu Vojvodina im Sommer 2003 wurde er abermals für ein Jahr an FK Kabel Novi Sad ausgeliehen. Hier kam er jedoch nur zu elf Einsätzen. Auch im Sommer 2004 wurde er wieder verliehen. Er spielte wieder für FK Bečej und erzielte zwei Tore in zwanzig Spielen.
Ende Januar 2005 wurde er von Vojvodina an den bosnisch-herzegowinischen Erstligisten FK Slavija Sarajevo verkauft. In zwei Jahren erzielte er in fünfzig Spielen vier Tore.
Im Januar 2007 wechselte Injac für eine Ablösesumme von umgerechnet etwa 80.000 Euro nach Polen zum Erstligisten Lech Posen. Dort kam er als Stammspieler in fünfeinhalb Jahren zu einhundertachtundvierzig Einsätzen, in denen er fünf Treffer erzielte. Mit Lech Posen wurde er polnischer Meister, Pokal- und Supercupsieger.
Anfang Juli 2012 lief sein Vertrag bei Lech Posen aus, welchen Injac nicht verlängern wollte. Ende August 2012 unterschrieb er dann einen Zweijahresvertrag bis Ende Juni 2014 beim Ligakonkurrenten Polonia Warschau. Nachdem Injac die komplette Rückrunde der Saison 2012/13 aufgrund eines Bänderrisses ausfiel, kehrte er aber schon im Juli 2013 zu Lech Posen zurück. In der Saison 2013/14 stand er bei 28 Ligaspielen im Kader, wurde aber nur in acht Spielen eingesetzt.  zu Beginn der Saison 2014/15 wechselte er in die zweite polnische Liga zu Widzew Lodz, wo er seine Karriere am Ende der Saison beendete.

### Nationalmannschaft
Am 9. Februar 2011 kam Injac zu seinem Debüt und einzigem Spiel für die serbische Fußballnationalmannschaft. Im Freundschaftsspiel gegen Israel (2:0) wurde er von Trainer Vladimir Petrović in der Halbzeitpause für Nenad Milijaš eingewechselt.

## Erfolge
- Polnischer Pokalsieger: 2009
- Polnischer Meister: 2010
- Polnischer Supercupsieger: 2009
- Kup Republike Srpske: 2006